# Magomedchan Aracilov
Magomedchan Sulejmanovič Aracilov (rusky Магомедхан Сулейманович Арацилов ; * 7. května 1958 Churuch, Sovětský svaz) je bývalý sovětský zápasník, volnostylař. V roce 1980 na olympijských hrách v Moskvě v kategorii do 82 kg vybojoval stříbrnou medaili. V roce 1978 vybojoval titul mistra světa, v roce 1977 stříbro a v roce 1979 bronz.
Do července 2009, kdy ho ve funkci nahradil Sajpulla Absaidov, působil na postu hlavního trenéra ázerbájdžánské volnostylařské reprezentace.